# 오브젝트스토어
오브젝트스토어(ObjectStore)는 상용 객체 지향 데이터베이스의 하나로서 객체 지향 프로그래밍 기법을 사용하는 애플리케이션들이 만들어내는 데이터를 관리하기 위해 설계된 특수한 형태의 데이터베이스이다. 원래 심볼릭스에서 개발된 Statice 데이터베이스에 의해 영향을 받았다. 오브젝트스토어는 C++ 언어를 사용하여 데이터베이스 접근을 투명하게 할 수 있다는 점에서 혁신적이다. 연산자 new()를 오버로드함으로써 데이터베이스 안에 객체를 생성할 수 있다. 이러한 방식으로 C++ 오브젝트를 직접 데이터베이스에 저장할 수 있으며 이러한 영속적인 객체들은 마치 일반적인 C++ 객체처럼 보이며 동작한다. 신호를 이용하여 오브젝트스토어는 포인터 예외에 트랩을 걸어두고 데이터베이스로부터 객체를 투명하게 가져온다. 게다가 스위즐링이라는 이름의 기법을 사용함으로써 각기 다른 플랫폼으로부터 데이터베이스를 접근할 수 있으며 가상 메소드 테이블 레이아웃 외에도 엔디언 플랫폼인지 리틀 엔디언 플랫폼인지 교정하기 위해 페이지 폴트 시에 페이지들을 메모리에 가져와서 처리함으로써 페이지들이 스위즐 처리되는 방식이다. 오브젝트스토어의 디자인은 Communications of the ACM의 1991년 논문에 기술되어 있다.
오브젝트스토어 제품은 전기 통신, 금융 서비스, 관광, GIS, 정부를 포함한 수많은 분야에 사용된다.

## 같이 보기
- 객체 지향 데이터베이스
- 객체 지향 프로그래밍
- 데이터베이스
- 실시간 시스템
- RFID